# Швепниц
Швепниц (њем. Schwepnitz) општина је у њемачкој савезној држави Саксонија. Једно је од 63 општинска средишта округа Бауцен. Према процјени из 2010. у општини је живјело 2.652 становника. Посједује регионалну шифру (AGS) 14625550.

## Географски и демографски подаци
Швепниц се налази у савезној држави Саксонија у округу Бауцен. Општина се налази на надморској висини од 147 метара. Површина општине износи 55,5 km². У самом мјесту је, према процјени из 2010. године, живјело 2.652 становника. Просјечна густина становништва износи 48 становника/km².